# V-2

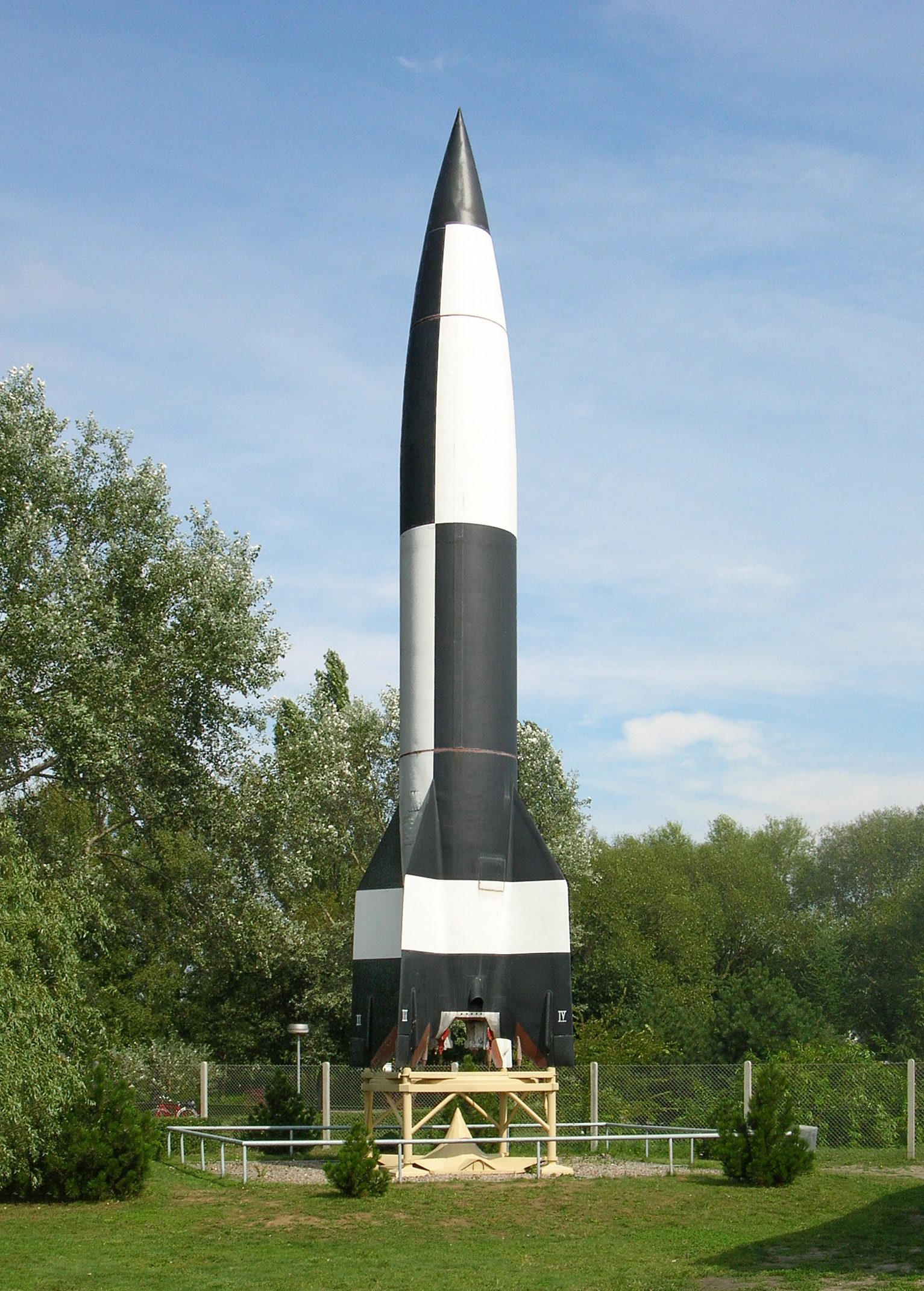
Replica unei rachete V-2 în muzeul Peenemünde

Schiţă a rachetei V-2

V-2 (în germană: Vergeltungswaffe 2 - "Arma Răzbunării 2"; menționată în literatura sovietică/rusă ca Fau-2 (Фау-2), după pronunția germană a literei ”V”), al cărei nume tehnic este Aggregat-4 (A-4), a fost prima rachetă balistică cu rază lungă de acțiune dezvoltată în timpului celui de-al Doilea Război Mondial în Germania, cu scopul expres de a fi folosită împotriva Londrei, iar mai târziu a Antwerpenului. V-2 au fost proiectate la stația experimentală din Peenemünde sub îndrumarea tehnică a lui Wernher von Braun, și produse în serie la uzinele Mittelwerke aflate în apropierea orașului Nordhausen, în sudul masivului Harz. Primul test de zbor a avut loc în data de 13 iunie 1942.
La fabricarea rachetelor lucrau ingineri și specialiști cu înaltă calificare, aparținând celor aproape 20 de firme germane ce produceau echipamente, piese, subansamble, motoare, etc, ce intrau în componența V-2 precum: AEG, Askania, BMW, Demag, Heinkel, Junkers,  Ruhrstahl, Telefunken, Walther etc. Specialiștii erau organizați în grupuri numite „Kommando” ocupându-se de diferite ateliere de producție și realizare a rachetelor V-2.

Cunoscută ca racheta de tip V-2, racheta propulsată cu propergol lichid a fost prima rachetă balistică de luptă cu rază lungă de acțiune și primul obiect construit de om care a efectuat un zbor suborbital. Ea este strămoșul tuturor rachetelor moderne, inclusiv al celor folosite în cadrul programelor spațiale ale Statelor Unite și fostei Uniuni Sovietice. În perioada de după cel de-al Doilea Război Mondial, guvernul american, cel sovietic și cel britanic au obținut acces atât la schițele tehnice ale V-2, cât și la oamenii de știință germani care au fost însărcinați cu crearea rachetelor, prin Operațiunea Paperclip, Operațiunea Osoaviahim și respectiv, Operațiunea Backfire.
Arma a fost prezentată de propaganda nazistă ca răzbunare față de bombardierele care atacau tot mai multe orașe germane, începând din 1942 și până când Germania a capitulat.
Începând din septembrie 1944, peste 3.000 de rachete V-2 au fost lansate de către Wehrmachtul german împotriva unor ținte Aliate în cursul războiului, cea mai mare parte vizând Londra, iar ulterior Antwerpen și Liège. Racheta avea o rază de acțiune de 400 de kilometri și se deplasa cu viteză supersonică. Distrugerile pe care le provoca erau imense. Potrivit unui documentar difuzat de BBC în 2011, atacurile au provocat moartea a aproximativ 9.000 de civili și militari, iar în timpul producerii armei au murit ale aproximativ 12.000 de persoane supuse la munci silnice și prizonieri din lagăre de concentrare.

## Istoric
Racheta V-2 este o îmbunătățire a rachetei A-4 din seria Aggregat, produse la Peenemünde. La început, V-2 a însemnat Versuchmuster 2 (Prototipul 2), iar apoi, în scop pur propagandistic, a fost numită Vergeltungswaffe 2 (Armă pentru represalii). 
Primul test la 12 august 1942 a marcat un eșec deoarece racheta a explodat, iar resturile au fost împrăștiate deasupra Mării Baltice, la aproximativ doi kilometri distanță de locul de lansare. Cea de-a doua rachetă V-2 a fost lansată în data de 16 august 1942 și a explodat la o altitudine de 11 kilometri.
A treia racheta V-2 a fost lansată la 3 octombrie 1942. Racheta a ajuns la o altitudine de 80 de kilometri și a parcurs o distanță de aproximativ 200 de kilometri înainte să se prăbușească în mare, după cinci minute de la lansare. 
După bombardamentele aliaților din noaptea de 17 - 18 august și 25 august 1943, linia de producție a fost relocată la fabrica Mittelwerke, o fabrică subterană secretă din apropierea orașului Nordhausen. Aici lucrau deportați ai lagărului de concentrare Dora ce erau folosiți pentru a extinde, cu aproape doi kilometri, o mină de gips abandonată și a finaliza astfel o nouă uzină pentru producerea rachetelor. Totodată a fost demarată construcția altor fabrici de acest gen în apropiere de Berlin, Friedrischshafen și Viena. Fabrica Mittelwerke a rămas singura capabilă să producă rachetele V-2. 
Până în 1945, aproximativ 900 de rachete au fost asamblate aici în fiecare lună. Odată asamblate, rachetele erau transportate cu trenul în locații secrete, de unde urmau să fie remorcate către o platformă de lansare mobilă, capabil să le ridice în poziție verticală. Operațiunea de lansare dura 4 - 6 ore.

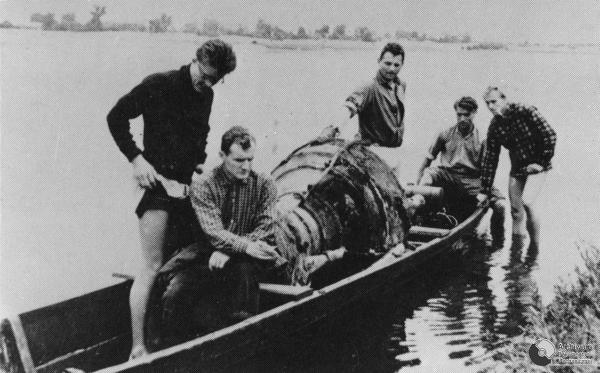
Resturile unei rachete V-2 căzute în râul Bug

Pe 20 mai 1944, o rachetă V-2 a aterizat în râul Bug, în regiunea Sarnaki, la 130 km est de Varșovia. Resturile rachetei au fost găsite de membrii rezistenței. Pe 6 septembrie 1944, prima rachetă V-2 a lovit Parisul. Două nopți mai târziu, o a doua a lovit periferiile Londrei. Ultima rachetă V-2 îndreptată spre Anglia, a căzut în regiunea Kent pe 27 martie 1945. 

## Logistica V-2
Lansarea unei rachete V-2 implica trupe și vehicule specializate, multe adaptate din vehicule uzuale destinate alimentării și întreținerii aeronavelor Luftwaffe. 

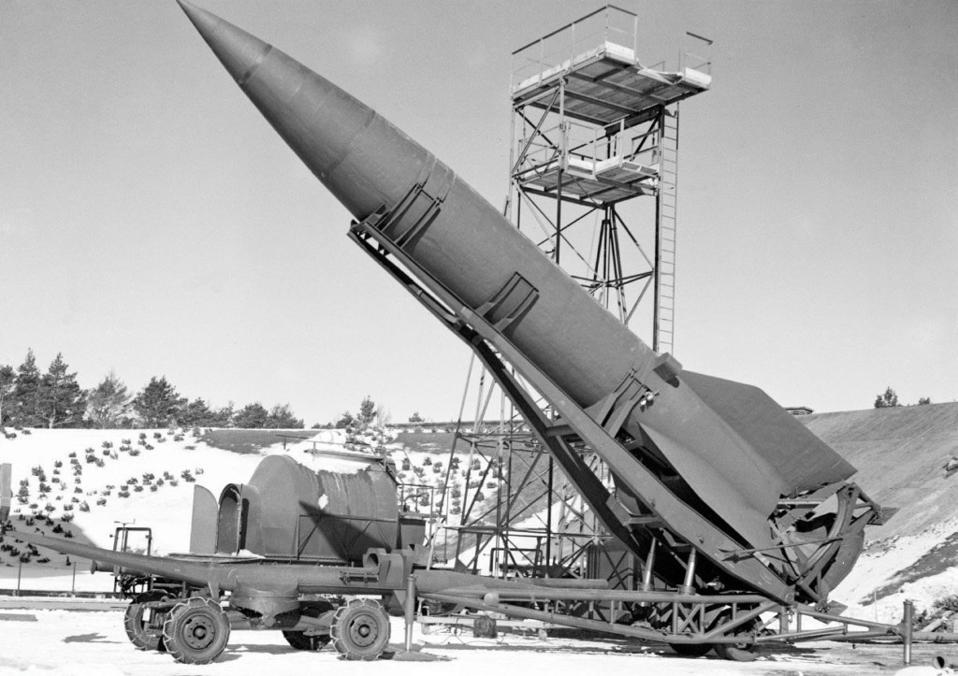
Platformă de lansare a rachetei V-2

- Meillerwagen: lansator-mobil; platformă destinată transportului și lansării rachetei V-2, ridicată hidraulic în poziție de lansare; remorca a fost fabricată de firma Gollnow & Son din componente furnizate de către firma Meiller-Kipper GmbH din München, fiind destinată transportului rachetei de la vagonul de cale ferată la platforma de lansare; dotată cu un braț hidraulic acționat de un motor pe benzină de 14 CP, ce ridica racheta în poziție de lansare.

- Feuerleitpanzerfahrzeug: vehicul semișenilat Sd.Kfz.7/3, cu motor Maybach HL 62TUK Diesel, 115 CP; dotat la partea din spate cu o suprastructură blindată destinată echipamentului de ghidare al rachetelor, inclusiv cel radio, putând adăposti 3 operatori. Acest vehicul tracta și platforma de lansare mobilă a rachetei.

- Cisternă  A-Stoff/B-Stoff (A-Stoff/B-Stoff Betriebstoffanhanger): cisternă montată pe o remorcă pe roți, destinată transportului propergolului lichid, tractată de un tractor greu, Hanomag SS-100 Schwerer Radsschlepper de 6,54 tone, motor Diesel D85, 6 cilindri, 8550 cc, 100 CP.

- Cisternă Opel Blitz T-Stoff (Opel Blitz T-Stofftankwagen): cisternă montată pe platforma Opel Blitz (camion pe roți), destinată transportului peroxidului de hidrogen (în concentrație de 85%) și a apei (15%). Trei asemenea camioane erau necesare pentru alimentarea a două rachete V-2.

- Kfz.385 Flugbetriebstoff Kesselwagen: cisternă pe platforma unui camion Opel Blitz, ce transporta combustibil B-Stoff, având remorcă dotată cu o pompă hidraulică destinată alimentării rachetei V-2 direct din recipientul-cisternă.

- Mittlerer Zugkraftwagen 12t Sd.Kfz.8: vehicul semișenilat produs de Daimler-Benz la fabrica din Marienfeld, lângă Berlin; folosit la transportul echipelor de tehnicieni, precum si la transportul rachetelor V-2 (echipaj 13 oameni, 185 CP)

- Platformă Vidalwagen: remorcă cu un cadru tubular ce putea suporta greutatea unei V-2 nealimentată și fără ogivă (aproximativ 45 de tone); construită la firma Vidal & Sohn Tempo-Werke GmbH.

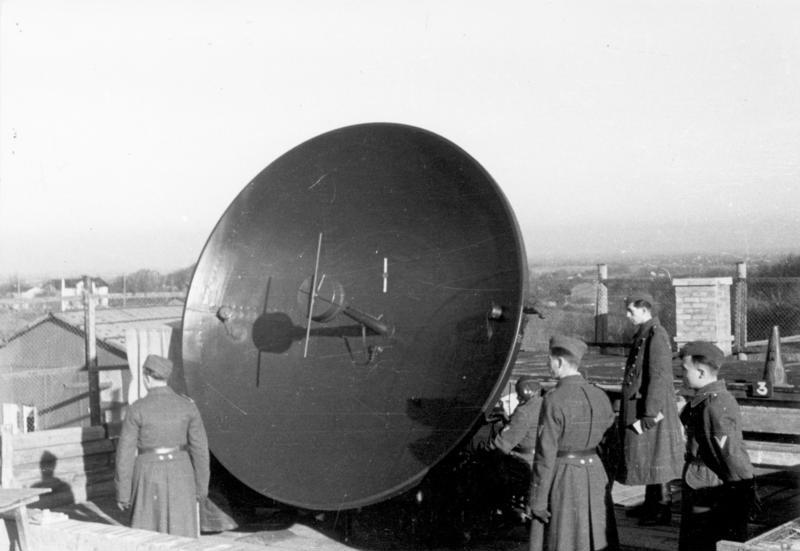
Radar Würzburg

- Macara mobilă Fries-Strabo: macara de 15 tone fabricată de firma S.Fries & Sound din Frankfurt.

- Bussing-NAG 4500 A-1: camion greu 4×4/4×2, de 6 tone, motor Diesel cu 6 cilindri, 105 CP, fabricat de către Vereinigte Nutzkw AG; destinat întreținerii vehiculelor ce deserveau racheta V-2; dispunea și de un generator electric ce putea alimenta bateriile rachetei.

- Platformă mobilă de lansare (Abschussplattform): tractată de Feuerleitpanzerfahrzeug.

- Radar mobil de ghidare a rachetelor și radare Würzburg-Riese

- Alte vehicule: camioane și vehicule 4×4 destinate transportului trupelor, echipamentului de campare, generatoare electrice Steyr 1500/2000, compresoare etc. [7][8]

## Proiectul Wasserfall

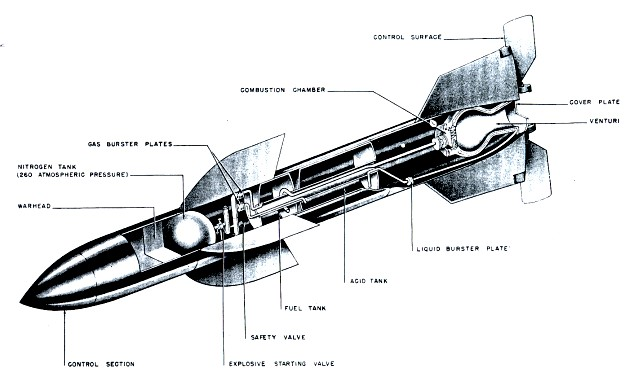
O rachetă Wasserfall

Proiectul Wasserfall (cascada), a fost varianta AA, mai perfecționată a V-2, numită Wasserfall Ferngelenkte FlaRakete, prima rachetă sol-aer (SAM) construită vreodată.

Wasserfall a fost dezvoltată la Peenemünde și destinată interceptării și distrugerii bombardierelor Aliate ce zburau la mare altitudine. Au existat mai multe modele de test W-1, W-5 W-10, care au rămas în faza de proiect din cauza lipsei unor materii prime și a combustibililor. Germanii intenționau să folosească aceste rachete în apărarea teritoriului Reich-ului, având în plan crearea a cel putin 200 de baterii dispuse în trei linii de apărare, situate la 80 km distanță unele de altele. 

Rachetele Wasserfall deși erau derivate din V-2, aveau dimensiuni mai mici, capabile să transporte un focos de 100 de kg, și un motor ce utiliza drept combustibil Visol (vinil izobutil eter) și SV-Stoff. Erau ghidate de la sol printr-un sistem de control numit Elsass cu unde radio, folosind metoda MCLOS (Manual Command to Line Of Sigh), însă eficiente doar pe timp de zi.

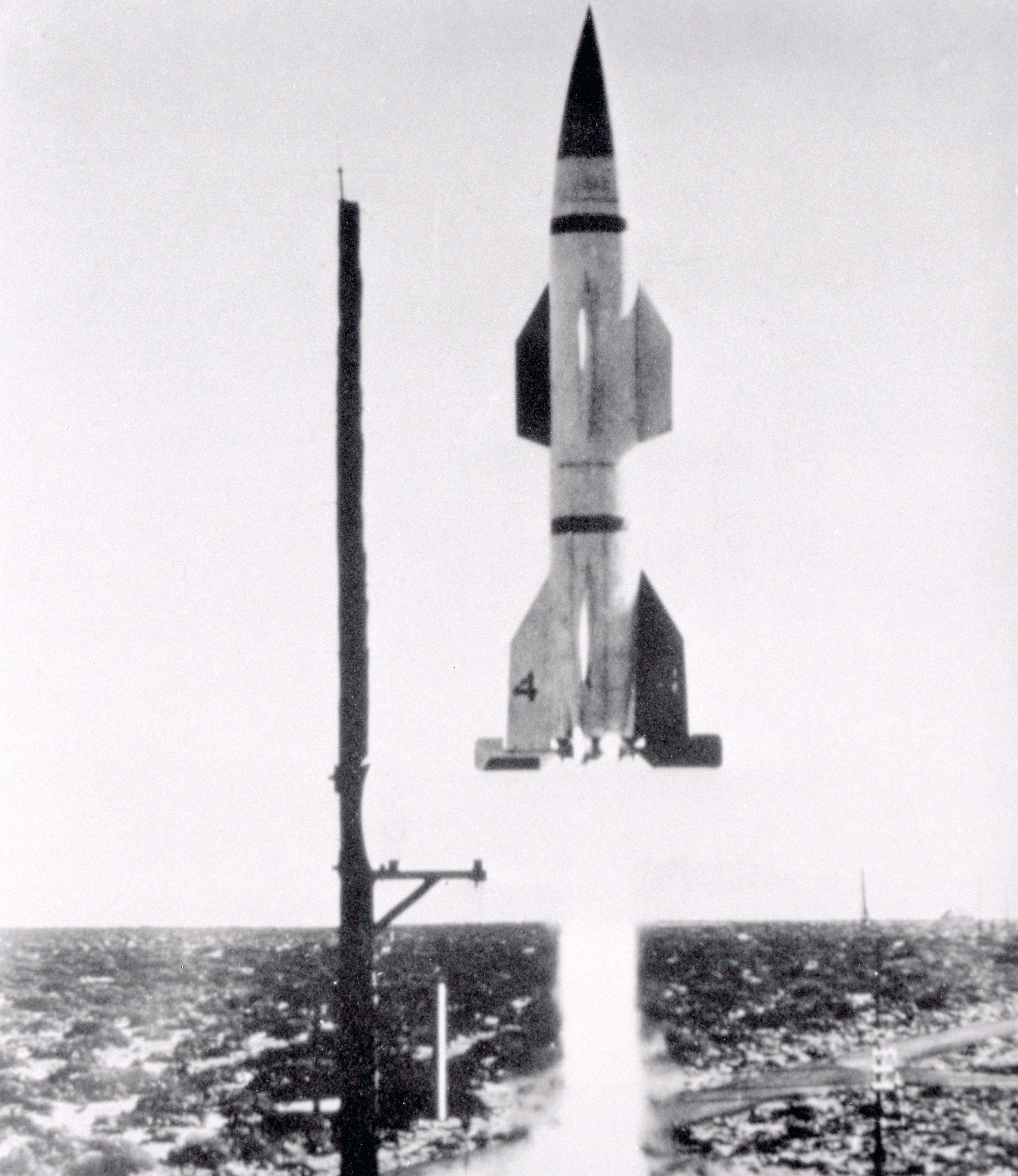
Rachetă Hermes A-1

Pe timp de noapte când țintele erau greu de localizat vizual, a fost dezvoltat sistemul de ghidare Rheinland ce folosea un radar de localizare și urmărire a țintelor dotat cu transponder, preluat și dezvoltat după război de către Aliați și sovietici. Sistemul Rheinland dispunea și de un calculator comparator analogic și de un emițător de control radio.
Aliații au intrat în posesia unor informații-cheie despre aceste rachete, atunci când o rachetă Wasserfall a deviat de la traseu după lansarea de la baza Peenemünde, pe 13 iunie 1944. Racheta a explodat și resturile acesteia s-au prăbușit în regiunea Kalmar, pe coasta suedeză. Au fost recuperate și trimise în Anglia pentru expertize.
Dezvoltarea acestor rachete a încetat complet la Peenemünde în data de 26 februarie 1945.
După război au fost construite de către aliați mai multe variante ale rachetei V-2: Hermes A-1, Hermes A-3 de americani, R-1 de sovietici, EA-1946/EOLE de francezi, precum și Al-Kaher 1/2/3 de Egipt . 

### Prototipuri
Wasserfall a avut trei variante, W-1, W-5, W-10. 
Wasserfall W-1
- lungime: 7,45 m
- anvergura: 2,88 m
- diametrul: 86,4 cm
- greutate la lansare: 3,5 tone
- viteza maximă: 2772 km/h.
- încărcătura: 100 kg de exploziv.

Prima lansare a W-1 a avut loc în data de 28 februarie 1944, din poligonul de la Greifswalder OIE, însă fără succes; la cel de-al doilea test, racheta a atins viteza maximă de 2772 km/h în zbor vertical. 
Wasserfall W-5
- lungime: 7,76 m
- anvergura: 1,94 m
- diametrul: 86,4 cm
- greutate la lansare: 3,81 tone
- viteza maximă: 2736 km/h
- altitudine maximă atinsă: 18,30 km
- autonomie: 26,40 km
- viteza de evacuare a gazelor arse: 1900 m/s.

Wasserfall W-10
- lungime: 6,12 m
- anvergura: 1,58 m
- diametrul: 72 cm
- greutate la lansare: 3,50 tone
- viteza maximă: 2855 km/h
- autonomie: 26 km.

Ultima lansare a unei rachete W-10, a avut loc în data de 30 octombrie 1944. 

## Vezi și
- Aggregat
- Enzian
- Programul spațial nazist
- Schmetterling
- V-1
- X-4